# Roland Pöntinen
Roland Peter Pöntinen, (Danderyd, 4 mai 1963) est un pianiste et compositeur suédois.

## Biographie
Fils d'un Finlandais immigré en Suède en 1945, Pöntinen étudie le piano avec Gunnar Hallhagen. Il fait ses débuts en 1981, avec le philharmonique de Stockholm et a depuis joué avec la plupart des grands orchestres symphoniques d'Europe, aux États-Unis, en Corée, en Amérique du sud, en Australie et en Nouvelle-Zélande. Il a collaboré avec des chefs tels que Myung-Whun Chung, Rafael Frühbeck de Burgos, Neeme Järvi, Paavo Järvi, Esa-Pekka Salonen, Jukka-Pekka Saraste, Leif Segerstam, Evgueni Svetlanov, Franz Welser-Möst et David Zinman.
Depuis 1984, Pöntinen a enregistré plus de 90 disques pour différents labels, notamment BIS Records, CPO et Philips Classics.
Il est également actif en tant que compositeur. Il a composé des concertos pour soliste, de la musique de chambre et des œuvres pour instruments solo et orchestre comme un Blue Winter pour trombone et orchestre à cordes (1987), ainsi qu'un concerto pour piano et orchestre d'instruments à vent (1994)

## Prix et récompenses
- 1983 – Prix du disque suédois pour Anders Eliasson – Musique pour clarinette (avec Kjell-Inge Stevensson, clarinette, Savinkvartetten et Ola Karlsson, violoncelle)
- 1985 – Prix du disque pour Le Virtuose de la Trompette (avec Håkan Hardenberger, trompette)
- 1986 – Prix du disque pour Le Trombone burlesque (en collaboration avec Christian Lindberg, trombone)
- 2001 – Membre n° 940 de l'Académie royale suédoise de musique
- 2002 – Médaille Litteris et Artibus (Suède)